# Agathia multiscripta
Agathia multiscripta är en fjärilsart som beskrevs av W. Warren 1898. Agathia multiscripta ingår i släktet Agathia och familjen mätare. Inga underarter finns listade i Catalogue of Life.